# Courset
Courset is een gemeente in het Franse departement Pas-de-Calais (regio Hauts-de-France) en telt 396 inwoners (1999). De plaats maakt deel uit van het arrondissement Boulogne-sur-Mer.

## Geografie
De oppervlakte van Courset bedraagt 10,1 km², de bevolkingsdichtheid is 39,2 inwoners per km².
De onderstaande kaart toont de ligging van Courset met de belangrijkste infrastructuur en aangrenzende gemeenten.

## Demografie
Onderstaande figuur toont het verloop van het inwonertal (bron: INSEE-tellingen).